# Monte Pietra Ardena
Il monte Pietra Ardena (Rocca Predön-na in ligure garessino) è una montagna delle Prealpi Liguri alta 1103 m.

## Toponimo
La montagna un tempo veniva anche chiamata Pietra Degna.

## Descrizione

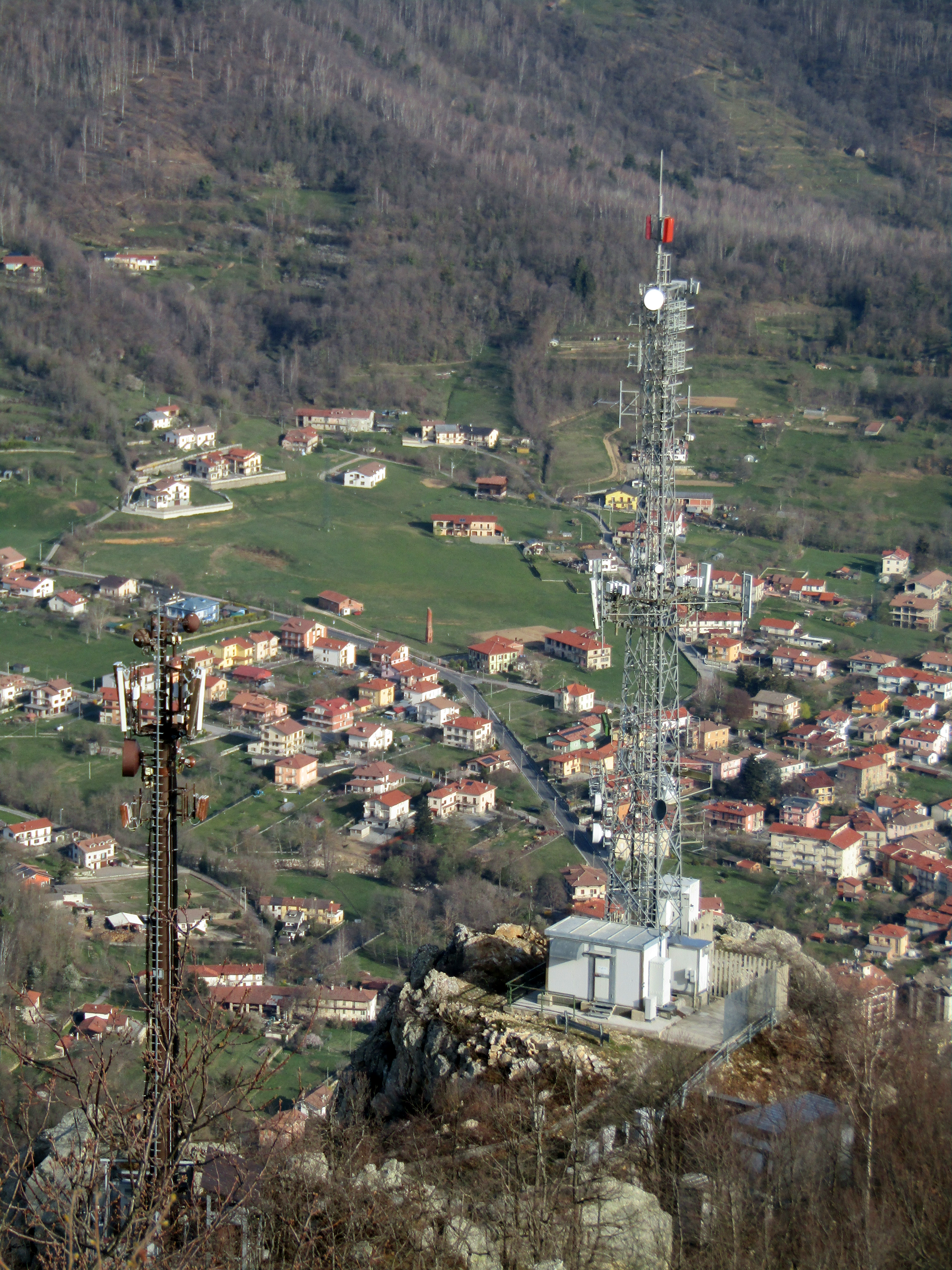
Le antenne della Pietra Ardena, sullo sfondo le case di Garessio

Il monte si trova in Alta Val Tanaro, sul versante padano della catena principale alpina. Ricade nel territorio del comune di Garessio, del quale domina il capoluogo. Dalla montagna si stacca verso sud un costolone che, dopo aver perduto quota con il Colletto del Pennino (969 m), risale con due rilievi senza nome a 1049 m e 1025 m, e si congiunge poi alla catena principale in corrispondenza del Monte Pennino (1272 m). La prominenza topografica della Pietra Ardena è di 128 metri, e il suo punto di minimo è situato in corrispondenza del Colletto di Pennino. Poco a nord della cima si trovano alcune antenne per telecomunicazioni. Sul punto culminante sorge invece una croce di vetta metallica.

## Geologia

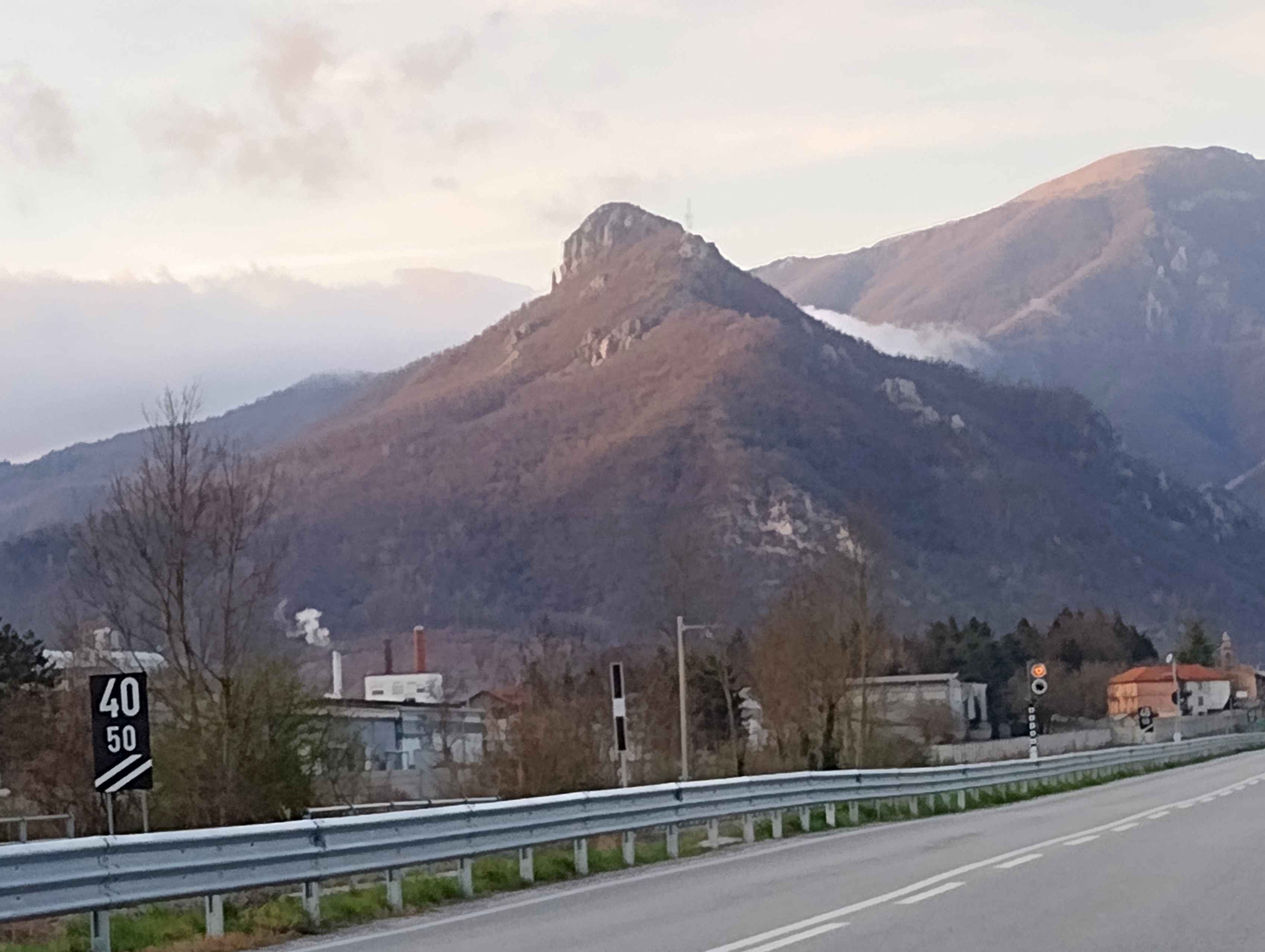
La montagna dal fondovalle

La Pietra Ardena è costituita da rocce di origine triassica.
Alla base della montagna si apre una caverna, da tempo nota tra gli studiosi per la sua entomofauna, e in particolare per i coleotteri.  Detta anche "Grotta del Falconiere" o "Garbo del Pare'", si trova a 680 metri di quota ed è lunga una ventina di metri.

## Storia
La zona boscosa attorno alla Pietra Ardena nel medioevo avrebbe dato rifugio ad Adelasia (o Alasia), figlia dell'imperatore Ottone I di Sassonia, e Aleramo, fondatore della casata dei Marchesato del Monferrato. I due, il cui amore era inizialmente contrastato dal padre della ragazza, sarebbero vissuti in quei luoghi allora selvaggi praticando la professione dei carbonai finché, grazie alla mediazione del vescovo di Albenga, Aleramo si riconciliò con il suocero. Lo storico Leandro Alberti, riferendosi alla montagna con il suo antico toponimo  Pietra Degna, porta a supporto di questa leggenda i resti di una cisterna che si trovavano nei pressi della cima.  Nel 1871 il librettista Leopoldo Marenco intitolò alla vicenda la sua opera Il falconiere di Pietra Ardena.
Nei pressi della cima della montagna sono ancora osservabili i resti di trincee che l'esercito sabaudo costruì in preparazione della Battaglia di Loano del 1795.

## Bibliografia

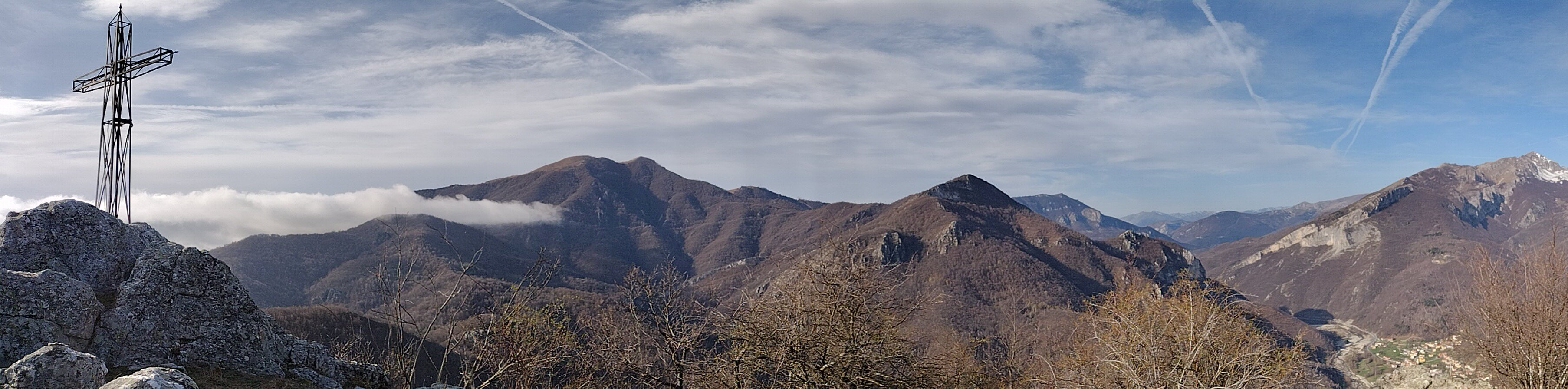
Vista verso sud-ovest, con il Monte Galero a destra della croce di vetta
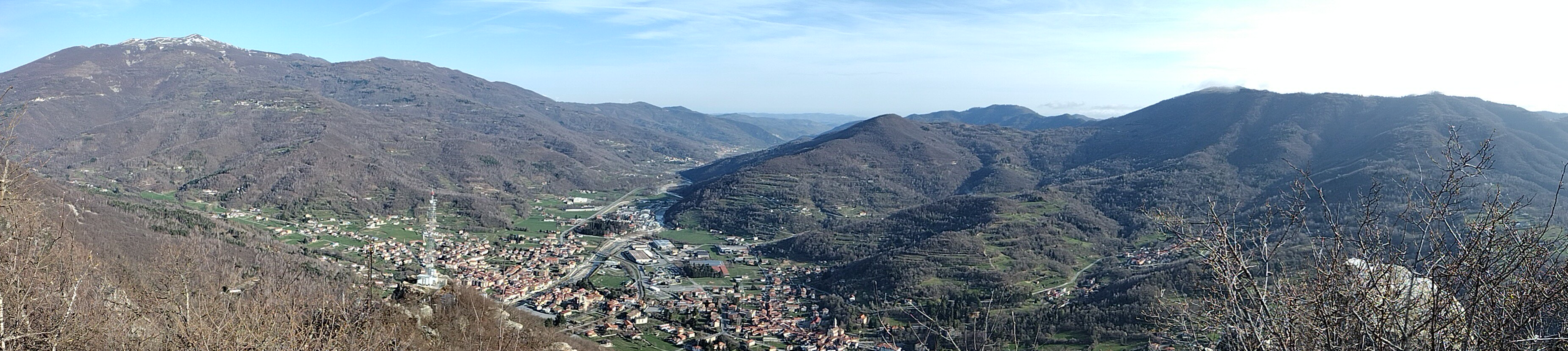
Vista verso nord, con a sinistra il Bric Mindino e, al centro, l'abitato di Garessio

## Accesso alla cima

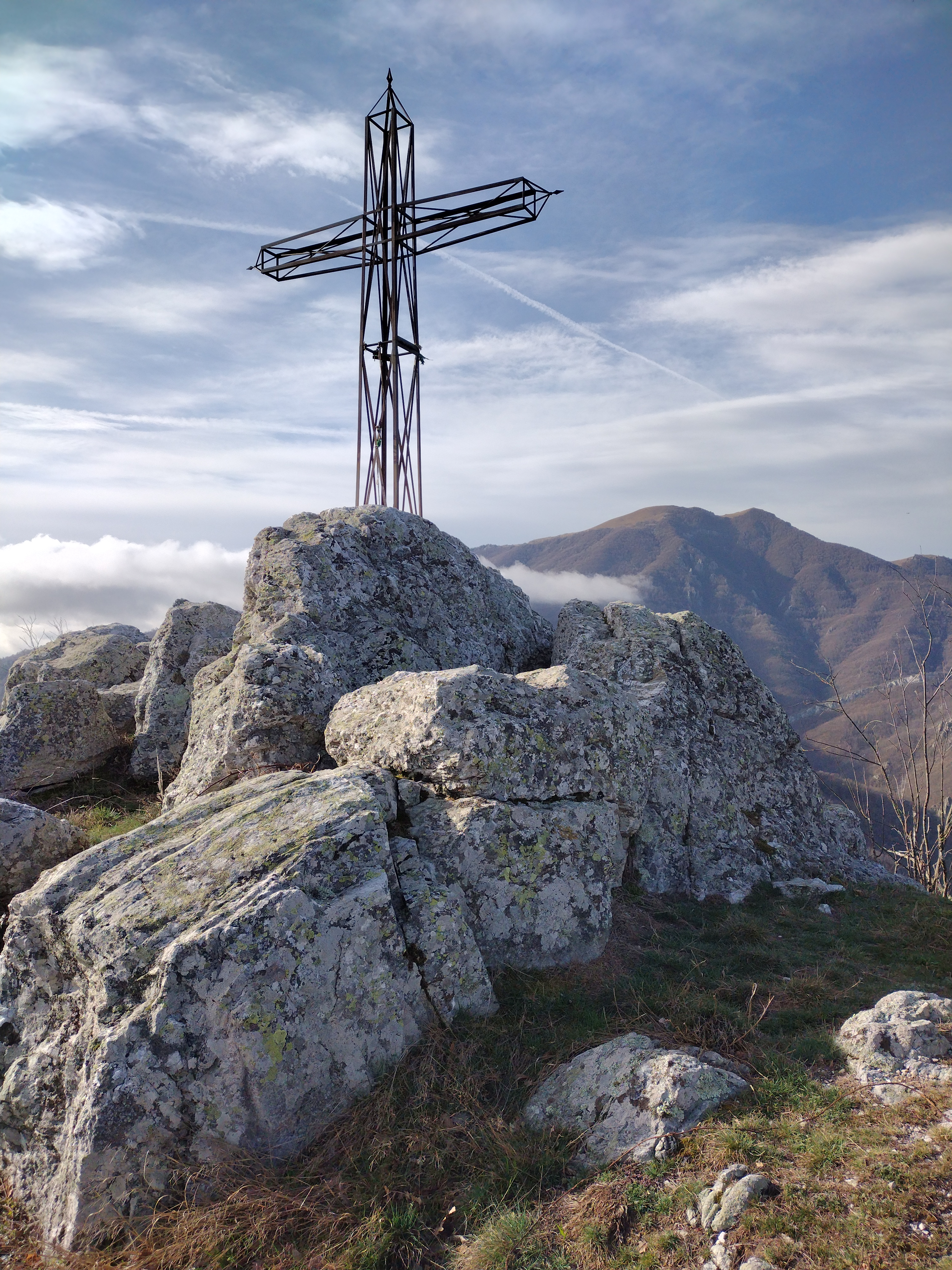
La croce di vetta e, sullo sfondo, il Monte Galero

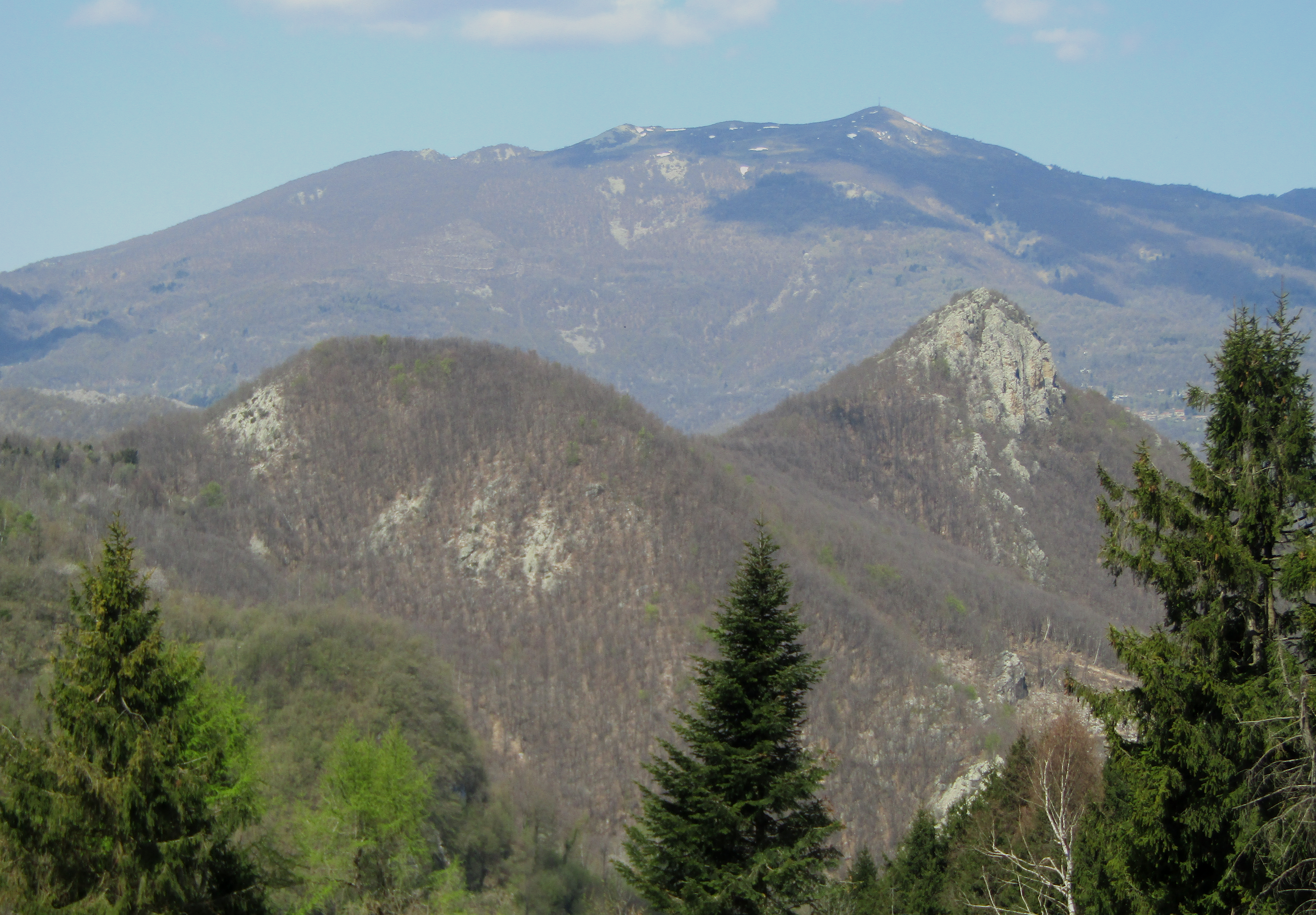
La Pietra Ardena e, sullo sfondo, il Bric Mindino

La cima della Pietra Ardena può essere raggiunta per sentiero da varie località. Uno degli itinerari parte dal centro storico di Garessio, raggiungendo la cima dopo essere passato per il "Colletto di Pennino"; è anche possibile salire dal Colle San Bernardo.

## Alpinismo
Mentre la salita alla cima della Pietra Ardena non ha interesse alpinistico, poco distante da questa si trovano alcune guglie rocciose che offrono possibilità di arrampicata. La più nota è conosciuta localmente come La Madonnina (o anche come Madonna di Pietra Ardena); la prima salita nota risale al 1928 e venne effettuata da alcuni membri del "Circolo Alpino" di Garessio. Il pinnacolo si eleva rispetto alle pendici del monte per una trentina di metri ed è costituito da salda roccia di natura calcarea.